# Leonardo Pavirani
Leonardo Pavirani (26 aprile 1926 – Sant'Alberto, 2 marzo 1945) è stato un partigiano italiano.

## Biografia
Noto come "Leandro" durante la Resistenza, fu un partigiano attivo all'interno della Brigata GAP "Mario Gordini" operante nel 1944 nell'arearavennate.
Dopo la liberazione di Ravenna fu inquadrato nella 10ª Compagnia della omonima Brigata Garibaldi, ricostituita agli ordini del Gruppo di Combattimento "Cremona".
Nei primi giorni di marzo del 1945, durante la fase che vide la generale ripresa della offensiva alleata contro le forze nazifasciste, interrotta nell'inverno, fu ferito mortalmente a causa di un pesante fuoco di sbarramento di mortai durante un'azione in appoggio al "Cremona" nell'area delle valli di Comacchio, sull'argine sinistro del fiume Reno, in località Chiavica Pedone.
L'episodio avvenne nel contesto della stessa azione contro una munita piazzaforte tedesca infine conquistata che fruttò una medaglia d'oro al Capitano Luigi Giorgi ed in cui caddero numerosi altri partigiani: Vasco Presentati, Giordano Senni, Gualtiero Calderoni, Mario Cotignola e Francesco Guberti. La loro morte provocò una immediata fortissima reazione emotiva tra i loro compagni "che volevano combattere a tutti i costi per vendicare i compagni caduti" e che a stento fu controllata dal comando, a causa del "rischio di affrontare il nemico senza nessuna preparazione".